# Gehrden (Zerbst)
Gehrden ist ein Ortsteil der gleichnamigen Ortschaft der Stadt Zerbst/Anhalt im Landkreis Anhalt-Bitterfeld in Sachsen-Anhalt, (Deutschland).

## Geografie
Das Dorf Gehrden zwischen Magdeburg und Zerbst ist etwa fünf Kilometer von der Elbe entfernt. Die Gemarkung grenzt an das Biosphärenreservat Flusslandschaft Mittlere Elbe. Das Gelände fällt von Nordosten her zur Elbaue allmählich ab. Der Ortskern von Zerbst ist etwa zwölf Kilometer von Gehrden entfernt.
Naturräumlich gehört der Ort zum Zerbster Land, einer ackergeprägten offenen Kulturlandschaft und 536 km² großen Haupteinheit der übergeordneten Haupteinheitengruppe des Fläming im norddeutschen Tiefland. Das Zerbster Land bildet die Südwestabdachung des Flämings zur Elbe und gehört zum Einzugsgebiet dieses Flusses.

## Geschichte
Die Gehrdener Gemarkung und die angrenzenden Gebiete waren seit dem Aufkommen der ersten bäuerlichen Kulturen im Mitteleuropa besiedelt. An den Ufern und Hängen eines in die Elbe mäandernden Flusses, dessen Verlauf heute teilweise der Hauptgraben folgt, siedelten bereits um ca. 5500 vor Christus Menschen der Linienbandkeramischen Kultur. An den Hängen des Flusstales und auf leicht erhöhten Plateaus mit leicht sandigem Untergrund sind eine Vielzahl von steinzeitlichen Siedlungen nachzuweisen. Diese hatten einen eher geringen Umfang und waren zum Teil nur wenige einhundert Meter voneinander entfernt. Zahlreiche Oberflächenfunde von Scherben mit charakteristischen Verzierungen, Feuersteinwerkzeuge und Faustkeile zeugen von dem Leben der damaligen Menschen.
Auch die Ortslage von Gehrden scheint ein Siedlungsplatz der frühen Bauern gewesen zu sein. Funde aus den verschiedenen Epochen legen zudem nahe, dass es eine durchgehende Besiedlung von der ersten sesshaften Kultur, über die Bauherren der Hünenbetten aus der altmärkischen Gruppe der Tiefstichkeramiker, von Menschen der Bronzezeit (neben dem heute noch vorhandenen Galgenberg sind auch weitere Umrisse bronzezeitlicher Bestattungshügel in der Ortslage von Gehrden nachweisbar), über die germanischen sowie die slawischen Siedler bis hin zu den deutschen Siedlern, die Anfang des 12. Jhd. Einzug hielten, gab.
In diese Zeit des Umbruchs bzw. der Koexistenz von slawischen und deutschen Siedlern fällt der Beginn der neueren Geschichte von Gehrden. Die ring- oder hufeisenförmige Form des Dorfes findet man erstmals in der Region um Flandern („Flämische Ringdörfer“), welche dann mit der deutschen Kolonisation Richtung Osten gewandert ist. Während man im Grenzgebiet zwischen deutschen Siedlern und Slawen eine Vielzahl von Ringdörfern findet, sind diese im urslawischen Kerngebiet nicht nachweisbar. Aus der Siedlungsform des Dorfes lässt sich die ungefähre Gründungszeit bestimmen, welche sich auf ca. 1160 – 1180 eingrenzen lässt.
Die einzige Ein- und Ausfahrtsstraße war bis zum Anfang des 19. Jahrhunderts an der Nordseite des Dorfes und führte in Richtung Lübs. Erst später erfolgte der Durchbruch nach Süden. Wo sich die heute in der Dorfmitte liegenden Höfe und Häuser befinden, erstreckte sich früher ein sehr breiter Dorfplatz mit mehreren Teichen (Sumpflöchern), auf den die Giebel der mit Stroh bedeckten Wohnhäuser und Wirtschaftsgebäude schauten. Erstmals erwähnt wurde Gehrden in einer Urkunde des Klosters Berge im Jahre 1234. Ende des 13. Jahrhunderts übereigneten die Gebrüder von Cronenberg das Patronatsrecht zu Gehrden den Kalandsherren zu Leitzkau, von denen es 1390 Erzbischof Albrecht III von Querfurt kaufte. Dieser vermachte es zugleich mit der Stadt und dem Schloss Möckern dem Domkapitel.
Um das Jahr 1500, der Regierungszeit des Erzbischofs Ernst II. von Sachsen (1476–1513), der seine Untertanen mit sehr hohen Lasten drückte, wurden viele Siedlungen in der Umgebung wüst. Die Bauern verließen ihre Höfe und zogen in die Städte oder nahmen Kriegsdienste auf, sodass ihre Häuser verfielen und die Äcker verkrauteten. So leerten sich ganze Dörfer und es entstanden sogenannte „wüste Marken“. Die „wüste Mark“ Rosenhagen (zwischen Gödnitz und Gehrden) ist nach 1447, Wedelwitz (zwischen Prödel und Gödnitz) vor 1337 entstanden. Zwei weitere „wüste Marken“ waren Krakeborn (zwischen Lübs und Leitzkau) und Pakendorf (zwischen Gehrden und Walternienburg).
Nach der Lutherischen Reform besetzte 1537 der erste evangelische Pfarrer, Jacob Heinecke, die Gehrdener Pfarrstelle und löste damit den letzten katholischen Pfarrer Friderici ab. Die Schrecken des Dreißigjährigen Krieges machten auch vor Gehrden nicht halt, sodass im Jahre 1640 außer neun Bewohnern alle vertrieben oder dem Kriege zum Opfer gefallen waren. Aus einer Beschreibung des damaligen domkapitularischen Richters Jacob von Bandelow aus Möckern geht des Weiteren hervor: „In den andern Dörfern: Dalcho 1 Witwer und 2 Witwen; Luhe 3 Paar Leute, 2 Ackerleite, 1 Kotsaß; Zeddennick kein lebendiger Mensch.“
Das Kirchenbuch aus dem Jahre 1789 berichtet Interessantes: „Am 13. Dezember wurde auf dem Grenzstück gegen den Pfuhl am Schorschen und Güterglückchen Felde ein Mensch tot aufgefunden und durch die Möckernschen Gerichte aufgehoben. Bei der Untersuchung seines Körpers fand man seinen Rücken ganz zerschlagen, sein Kopf hatte sechzehn Wunden und sein Schädel war mit einem Stein zerschmettert. Er war gut gekleidet und mochte 30 Jahre alt sein. Wer und woher er war und wer seine Mörder waren, ist nicht bekannt geworden.“ Diese der Pfarre gehörenden Ackerstücke haben seitdem den Namen „Mordbreite“.
Am 26. Juni 1828 wurde Gehrden von einem Großfeuer fast vollständig vernichtet. Neben 21 völlig ausgebrannten Gehöften waren auch fünf Tote zu beklagen. Nur drei Hofstellen blieben unversehrt. Nach dem Brande wurden die Straßenfronten begradigt. An der Ostseite des Dorfes standen die kleinen strohgedeckten Häuschen der Tagelöhner und Kossaten, auf der Westseite lagen die Höfe der Bauern („Bauernhalbe“). Im Jahre 1829 wurde die neue Schule unter dem damaligen Lehrer Johann Karl Wiedemann eingeweiht.
1863 wurde die Ziegelei zwischen Gehrden und Schora gebaut. Die Ziegelei war bis 1912 in Betrieb und wurde dann aufgrund des Mangels an geeigneter Erde stillgelegt und die Gebäude abgebrochen.
Anlässlich der Sieges- und Friedensfeier nach dem Deutschen Krieg wurde 1866 die „Friedenseiche“ vor dem Eingang zum Kirchhof gepflanzt, wo sie auch heute noch steht.
1840 wurde die Bahnstrecke Magdeburg–Leipzig eröffnet. Infolge der Bauunternehmungen ließen sich in Gehrden eine Reihe polnischer Bahnarbeiter und Landwirte nieder. Die Einwohnerzahl stieg von 207 im Jahre 1837 auf 300 am Ende des 19. Jahrhunderts.
Im Jahre 1885 wurde die Chausseeverbindung Leitzkau – Gehrden –Trebnitz hergestellt. Am Ortsausgang Richtung Güterglück stand bis 1898 ein Schlagbaum, dessen Einnahmen zur Deckung der Straßenbaukosten abgeführt werden mussten. Vor dem Bau der Chaussee waren die Straßen nach Lübs und Güterglück unbefestigt und hatten weder Straßengräben, noch waren sie von Bäumen gesäumt, sodass sie bei nassem Wetter im Frühjahr oder Herbst kaum befahrbar waren.
Auch im Ort selber gab es bis Anfang des 20. Jahrhunderts nur unbefestigte Straßen. Erst 1927 erhielt das Dorf ein Straßenpflaster von 6 m Breite mit beidseitigem Bordabschluss sowie eine elektrische Straßenbeleuchtung.
Der Zweite Weltkrieg machte auch vor Gehrden nicht halt. Von den 65 zur Wehrmacht eingezogenen Männern kehrten 20 nicht zurück, zu deren Ehren eine Gedenktafel auf dem Friedhof aufgestellt wurde. Befestigt ist die Gedenktafel an einem Findling des Gehrdener Großsteingrabes, das zu der Zeit noch nicht unter Denkmalschutz stand. Infolge der Kriegswirren kam es zur Einquartierung von 50 Saarländern, später von eben so vielen Rheinländern, sowie von 40 Kriegsgefangenen, die zur Zwangsarbeit deportiert worden sind.
Am 1. Januar 1974 wurde Gehrden nach Lübs eingemeindet.
Am 1. April 1990 wurde Gehrden wieder aus der Gemeinde Lübs ausgegliedert und entstand als politisch selbstständige Gemeinde neu.
Im Jahre 2008 lebten 206 Einwohner (31. Dezember 2008) im Dorf Gehrden.
Am 1. Januar 2010 wurde die Gemeinde Gehrden nach Zerbst/Anhalt eingemeindet.

## Politik

### Ortschaftsrat
Als Ortschaft der Stadt Zerbst/Anhalt übernimmt ein so genannter Ortschaftsrat die Wahrnehmung der speziellen Interessen des Ortes innerhalb bzw. gegenüber den Stadtgremien. Er wird aus fünf Mitgliedern gebildet.

### Bürgermeister
Letzter Bürgermeister der Gemeinde Gehrden war Bernhard Mücke.
Als weiteres ortsgebundenes Organ fungiert der Ortsbürgermeister, dieses Amt wird zurzeit von Michael Baumgart wahrgenommen.

### Wappen
| | Blasonierung: „In Grün eine goldene Korngarbe, umlegt mit acht entlang der Flanken und des Schildrunds bordweis gestellten silbernen Steinen.“ |
| Wappenbegründung: Die Farben des Ortes sind Gelb (Gold) - Grün. Die Korngarbe versinnbildlicht den historischen Haupterwerbszweig des Dorfes, die Landwirtschaft. Der grüne Schild geht auf die naturelle Umgebung des Ortes ein und die acht Steine sollen das Gehrdener Hünengrab darstellen. Das Wappen wurde vom Heraldiker Jörg Mantzsch aus Magdeburg gestaltet und am 25. Juni 2009 durch den Landkreis Anhalt-Bitterfeld genehmigt. | |

### Flagge
Die Flagge ist gelb - grün (1:1) gestreift (Querform: Streifen waagerecht verlaufend, Längsform: Streifen senkrecht verlaufend) und mittig mit dem Wappen belegt.

## Kultur und Sehenswürdigkeiten

### Das Gehrdener Hünenbett

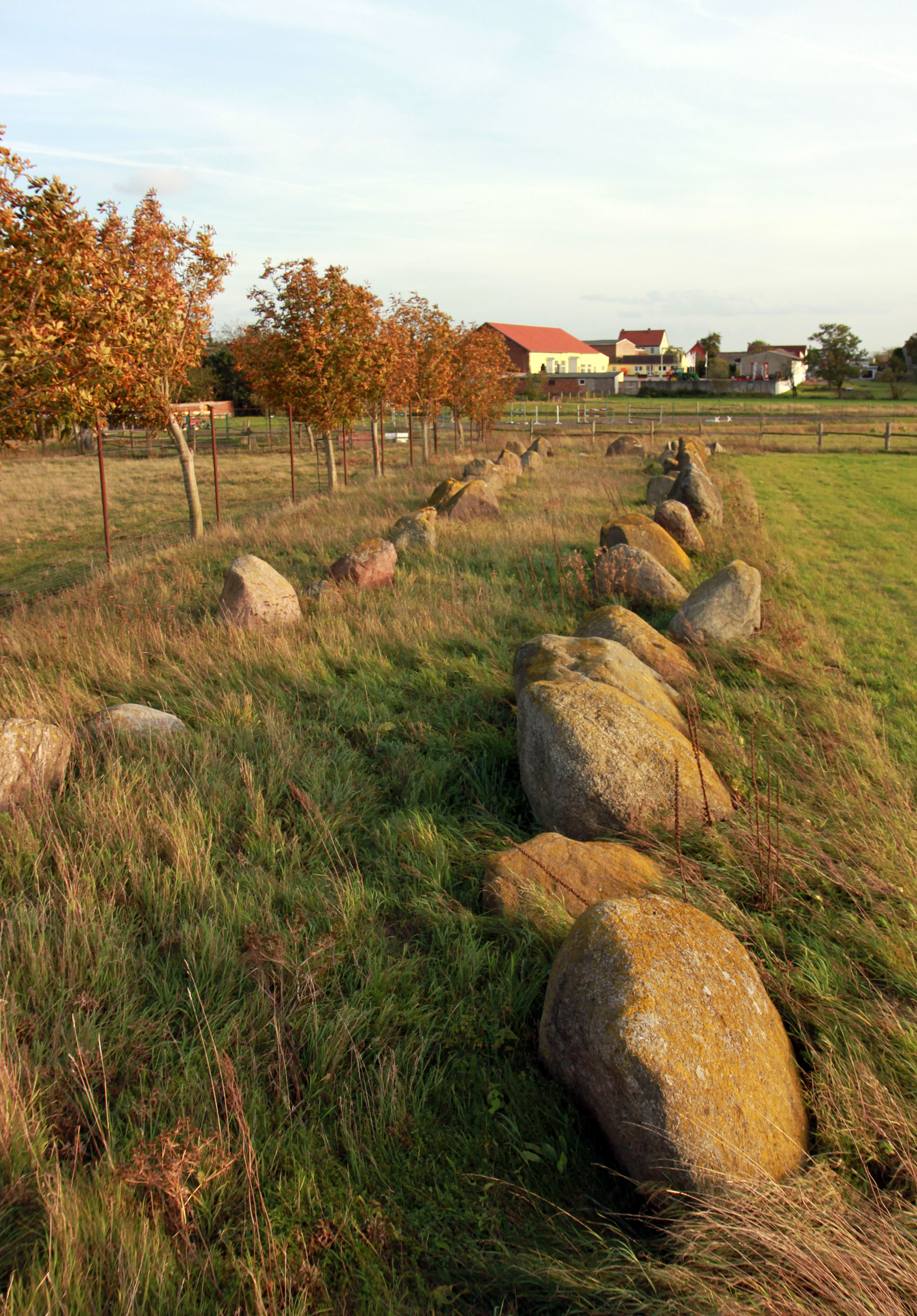
Hünenbett bei Gehrden

Auf der Westseite von Gehrden befindet sich ein aus 62 Steinen gebautes, unter Bodendenkmalschutz stehendes, Hünenbett. Diese der Trichterbecherkultur zuzuschreibende Kult- und/oder Begräbnisstätte ist das letzte fast vollständig erhaltene kammerlose Hünenbett Sachsen-Anhalts. Direkt am Hünenbett befindet sich eine große Informationstafel mit Wissenswerten zum Hünenbett, zu Gehrden und zur Umgebung.
Die Entstehung des Hünengrabes ist in der mittleren Jungsteinzeit zwischen 3500 und 2800 v. Chr. anzusiedeln. Die Megalithkultur breitet sich vom Norden her kommend die Elbe aufwärts bis in das Elbe-Saale-Gebiet aus, wobei das Gehrdener Hünenbett das südlichste der Gegend ist. Mit seinen gewaltigen aufrecht stehenden Findlingen stellt es auch eines der schönsten und ungewöhnlichsten Großsteingräber, das die Zeiten überdauert hat, dar. Vom Typus her gehört das Gehrdener kammerlose Hünenbett zu der ältesten Form neolithischer Steinmonumente. Archäologische Untersuchungen fanden bisher nicht statt, jedoch wurden bei einzelnen Nachgrabungen in den 1930er-Jahren Scherben unter den Findlingen gefunden, die sich der Kugelamphorenkultur zuschreiben lassen. Da dieser Kulturkreis jünger ist als der der Erbauer, wird vermutet, dass die Scherben durch Nachbestattungen unter die Steine kamen. Die Scherben wurden dem Landesmuseum in Halle übergeben, waren aber dort bereits in den 1950er-Jahren nicht mehr auffindbar. Zudem wurden 20 kleine Schalen unter dem gesprengten Findling auf der dem Dorf zugewandten Seite des Hünenbettes sowie eine jütländische Streitaxt aus der Entstehungszeit der Kultstätte gefunden. Leider sind auf diese Artefakte verschollen. Neben diesem großen Monument gab es in der Umgebung von Gehrden mindestens fünf weitere Hünenbetten kleineren Formats, welche die Zeiten nicht überdauert haben.
Auch wenn nach dem Großbrande 1828 in Gehrden und zum Straßenbau 1884 mancher Steinriese einen anderen Zweck zugeführt worden ist, so lässt sich doch die Form dieser frühgeschichtlichen Begräbnisstätte erkennen. Einer der schönsten Findlinge wurde nach dem Ersten Weltkriege als Ehrenmal für die gefallenen Soldaten des Ortes auf dem Friedhof aufgestellt.
Von den ehemals 62 Steinen sind heute noch 56 vorhanden.
Neben dem Hünenbett gibt es noch ein weiteres Bodendenkmal in der Gehrdener Gemarkung, den sogenannten „Galgenberg“. Diese künstlich geschaffene Erhöhung wurde bisher auch noch nicht archäologisch untersucht und ist daher undatiert. Zu vermuten ist eine Entstehung, ähnlich wie bei vergleichbaren Hügeln in der Umgebung, während der Bronzezeit. Im Kartenwerk von Matthias Oeder aus dem 16. Jahrhundert ist der Galgenberg als Richtstätte gekennzeichnet.

### Die Kirche
Die Gehrdener Kirche ist ein einschiffiger, romanischer Feldsteinbau aus ungewöhnlich großen Findlingen. Sie ist ein Zeuge alter, unruhiger Zeiten, worauf die massive Bauweise und die dicken Mauern hinweisen. Ihre Entstehungszeit ist wahrscheinlich um das Jahr 1200 anzusiedeln. An das fast quadratische Altarhaus schließt sich die gewölbte Halbkreisapsis an, die etwas schmaler ist als das Schiff. Das dem Turm nächstliegende tiefe Fenster war zu früheren Zeiten eine Tür, durch das die Pakendorfer Kirchgänger das Gotteshaus betreten haben sollen. Die Kirchenorgel stammt aus dem Jahre 1861/62.
Bis ins Jahr 1923 gehörte auch Großlübs mit zum Gehrdener Pfarrbezirk.

### Sport – Der VfL Gehrden
Der VfL Gehrden entstand nach der Wiedervereinigung 1990 aus der BSG „Traktor“ Gehrden. Heute (Stand Februar 2014) umfasst der Sportverein die Sektionen Fußball (sechs Mannschaften) und Tischtennis (vier Mannschaften).

## Wirtschaft und Infrastruktur
In Gehrden befindet sich ein Landmaschinenhändler (John Deere), welcher auch der größte Betrieb des Ortes ist. Zudem gibt es auch eine Tischlerei, eine Malerfachfirma und drei eigenständige Landwirte. Am Ortsrand hat sich eine Hühnerproduktionsfirma niedergelassen.

## Verkehrsanbindung
Über Prödel oder Güterglück ist Gehrden mit der Bundesstraße 184 verbunden, weitere Straßen führen nach Zerbst sowie nach Barby (über eine Gierseilfähre im Walternienburger Ortsteil Ronney). Die Bahnhöfe der je 1 km entfernten Nachbarorte Lübs und Güterglück liegen an der Bahnlinie Magdeburg – Dessau-Roßlau.